# Флорентий Бастийский
Флорентий Бастийский (погиб 22 сентября 297 года) — святой воин из Фивейского легиона. День памяти — 14 июня.
Жизнь святого Флорентия окутана легендой. Она проиллюстрирована в цикле фресок в церкви, что в Бастии Мондови.
Согласно преданию, святой Флорентий, разделивший участь фивейского Легиона, родился в благородной семье. Он был призван с святым Маврикием в этот легион и вместе с ним отправился в путешествие, которое привело их в Иерусалим, где он принял крещение и смог посетить святые места. Императоры Диоклетиан и Максимиан приказали легиону вернуться, чтобы подавить беспорядки, разразившиеся в Савойе. На обратном пути они остановились в Риме, где получили аудиенцию у Марцеллина и получили от него крест. Приехав в Мартиньи, они узнали, что враги, которых нужно победить, на самом деле были местными христианами. Некоторые подразделения, в том числе и святого Флорентия, отступили в окружающие горы, в то время как большая часть осталась в долине Агауно.
Таким образом, святой Флорентий пережил бойню Фивейских мучеников и решил спуститься в Пьемонт со своими спутниками, чтобы проповедовать Евангелие. Он остановился в Бастии, благожелательно принятый местными жителями, и сотворил чудеса. Но месть императоров не заставила себя ждать. Они посылали шпионов на поиски выживших из легиона и издавали новые эдикты против верующих христиан. Святой Флорентий был найден и доставлен на суд. Ради спасения жизни ему было предложено отречься от христианской веры и принести жертву идолам, от чего святой Флорентий отказался. Привязанный к столпу и подвергнутый суровому бичеванию, святой Флорентий пел священные гимны и восхвалял Бога, упорствуя в отказе жертвовать идолам.
Он был обезглавлен 22 сентября 297 года, но из-за "скудных воспоминаний" поминается 14 июня. Этот день совпадает с сельским праздником жатвы пшеницы. Кроме того, память совершается во второе воскресение мая.